# Ribasar
Ribasar (llamada oficialmente Santa Mariña de Ribasar) es una parroquia española del municipio de Rois, en la provincia de La Coruña, Galicia.

## Límites
Limita al norte con el municipio de Brión, al este con el de Teo, al sur con el de Padrón y al oeste con la parroquia de Sorribas.

## Entidades de población
Entidades de población que forman parte de la parroquia:
- Angueira (Angueira de Castro)
- Codesido
- Francelos
- O Faramello
- O Sisto
- Ribasar

## Demografía
| Gráfica de evolución demográfica de Ribasar entre 2000 y 2024 |
|                                                               |
| Datos según el nomenclátor publicado por el INE.              |